# Koromači - Boškini
Koromači - Boškini so naselje v  Slovenski Istri, ki upravno spada pod Mestno občino Koper.